# Barleria blepharoides
Barleria blepharoides är en akantusväxtart som beskrevs av Gustav Lindau. Barleria blepharoides ingår i släktet Barleria och familjen akantusväxter. Inga underarter finns listade i Catalogue of Life.